# Варакин, Борис Александрович
Борис Александрович Варакин (22 марта 1929, Вологда — 23 декабря 2008, Санкт-Петербург) — советский регбийный тренер, первый тренер сборной СССР по регби (1974 год), кандидат педагогических наук (1983). Заслуженный тренер РСФСР (1974).

## Биография

### Спортивная карьера
Окончил Ленинградский техникум авиационного приборостроения и автоматики, ГДОИФК имени Лесгафта (1958 год). Занимался лёгкой атлетикой (бег на средние дистанции), выступал за ДСО «Буревестник». Позже занялся тренерской карьерой, открыв в 1963 году в Ленинградском санитарно-гигиеническом медицинском институте (ЛСГМИ) секцию регби и став тренером команды. С командой ЛСГМИ, известной также как «Буревестник», в 1968 году в розыгрыше чемпионата СССР занял 4-е место, а в 1969 году выиграл с ней Кубок Ленинграда и приз «Спортивной недели Ленинграда». Комментируя победу в Кубке Ленинграда, он отмечал резкую нехватку тренеров по регби и призывал Институт физической культуры имени Лесгафта открыть факультативный курс по регби.
В 1970 году Варакин попал в список 30 лучших регбистов СССР как тренер. C «Буревестником» он стал бронзовым призёром чемпионата СССР 1971 года и серебряным призёром чемпионата СССР 1973 года. С клубом «Приморец» дошёл до финала Кубка СССР 1977 года. В 1979 году занял с командой 8-е место в Первой лиге СССР и вывел её в Высшую лигу.
В 1974 году Варакин руководил сборной СССР на турнире на приз «Социалистической индустрии», в котором советские регбисты победили. В команде Варакина девять игроков представляли именно ленинградский «Буревестник». Руководил сборной СССР на турнирах «Социалистической индустрии» также в 1975 и 1977 годах, позже работал вторым тренером советской сборной. Методы подготовки регбистов Варакина позволяли сборной СССР долгое время обыгрывать почти всех противников в официальных матчах, за исключением сборной Франции.
Также Варакин работал судьёй некоторых спортивных соревнований Ленинградского медицинского института (в том числе лыжных гонок).

### Академическая карьера
Инструктор физической культуры ряда предприятий в 1952—1960 годах, председатель Петроградского райспорткомитета в 1960—1961 годах. Старший преподаватель Ленинградского санитарно-гигиенического медицинского института в 1961—1964 годах, 1-го Ленинградского медицинского института в 1964—1972 годах (старший преподаватель кафедры физического воспитания) и ЛГУ имени А. А. Жданова (с 1980 года). Доцент Ленинградского механического института в 1972—1979 годах. Кандидат педагогических наук (1983). Известен также как соавтор книги «Основы подготовки регбистов» (1984).